# Орден Визволення (Франція)

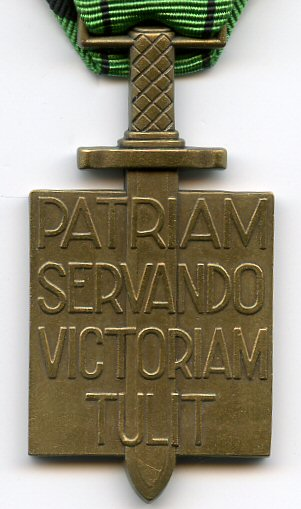
Зворотний бік медалі

Орден Визволення (фр. L'Ordre de la Libération) — державна нагорода Франції, започаткована 17 листопада 1940 року генералом Шарлем де Голлем для нагородження учасників, військових формувань та громадянських об'єднань руху Опору в роки Другої світової війни.

## Історія
Після німецької окупації Франції генерал де Голль кинув на хвилях радіо Бі-бі-сі знаменитий «Заклик 18 червня». Ця дата стала точкою початку мобілізації добровольців, готових віддати своє життя у справі Визволення Франції, переможеної та знищеної. Для нагородження цих «бійців надії» глава руху «Вільна Франція» (фр. Chef de la France Libre) Шарль де Голль визнав за необхідне створити спеціальну винагороду, призначену для тих, хто «працює над способами Визволення Франції та Імперії». Слід зазначити, що використовувати з цією метою орден Почесного легіону де Голль не міг, оскільки вся організація ордену була залишена у Парижі.
Орден Визволення було започатковано у Браззавілі (Конго) постановою № 7 від 17 листопада 1940 року. При цьому встановлювалось, що члени нового ордена, що мав єдиний ступінь, називались би «хрестоносцями Визволення» (фр. Croisés de la Libération). Згодом їх перейменували на «учасників (товаришів) Визволення» (фр. Compagnons de la Libération). Гросмейстером ордену став його засновник — генерал де Голль. Своєю організацією орден нагадував старі лицарські ордени. Прийняття в орден здійснював глава «Вільної Франції» (він же Гросмейстер).
Статут ордену, розроблений професором Рене Кассеном, був затверджений декретом від 29 січня 1941 року. Відповідно до нього започатковувалась Рада ордена у складі голови — глави «Вільної Франції», та п'яти членів: капітана 1-го рангу Т'єррі д'Арженлі, призначеного канцлером ордену, генерал-губернатора Французької Екваторіальної Африки Фелікса Ебуе, лейтенанта д'Оллонде, офіцера-радіотелеграфіста Торгового флоту Едмона Попьє, ад'ютанта Повітряної армії Анрі Бокіллара. 1 червня 1943 року Рада ордена була розширена до 10 членів, а у 1944 році — до 15 членів.
Дозволявся прийом в орден також іноземців, які зробили внесок у справу Визволення Франції. Також статут передбачав виключення з ордена за негідні вчинки кавалерів.
Постанова від 1 серпня 1941 року зафіксувала церемоніал прийому в орден. Він був ідентичним до церемоніалу прийому в орден Почесного легіону, з формулюванням посвяти: «Ми вас визнаємо як нашого Товариша Визволення Франції, за Честь і Перемогу». Було встановлено, у підтвердження значимості ордена, що знак ордена Визволення слід носити одразу за знаком ордена Почесного легіону, й перед Військовою медаллю.
Постановою від 10 серпня 1945 року ордену Визволення було надано статус, аналогічний ордену Почесного легіону — з правами юридичної особи, з можливістю госпрозрахунку як органу соціального забезпечення кавалерів ордена та інших учасників руху «Вільна Франція». Бюджет ордена, що входив до складу бюджету Міністерства юстиції Франції, перебуває у веденні Канцлера ордена, який обирається на 4 роки зі складу Ради ордена і затверджується Президентом Республіки.
Резиденція ордена, яка первинно знаходилась у Лондоні, у 1943 році була перенесена в Алжир, а 20 листопада 1944 року — в Париж.

## Кавалери
Разом було здійснено 1061 нагородження орденом Визволення.
З 1941 до 1946 року в орден було прийнято 1036 кавалерів (з них 271 посмертно), 18 військових формувань і 5 територіальних одиниць (Нант, Гренобль, Париж, Вассо-ан-Версо та Іль-де-Сейн).
Декретом від 23 січня 1946 року прийом в орден було закрито, «за досягнення цілей Опору». Пізніше Гросмейстер ордену зробив два винятки: 18 червня 1958 року в орден був прийнятий Вінстон Черчилль, а 2 квітня 1960 року — король Георг VI (посмертно).

## Увіковічення пам'яті

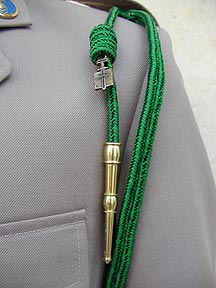
Відзнака, встановлена у 1996 році

Не набагато більше 700 кавалерів вижило в ході війни.
У 1967 році в Парижі було засновано музей для увіковічення пам'яті кавалерів ордену Визволення й учасників руху Опору.
Особливі почесті буде надано останньому померлому кавалеру ордена, чиє тіло буде поховано у спеціальному склепі меморіалу Французьких Ветеранів у Мон-Валері.
Члени родин померлих кавалерів ордена Визволення мають право, під час участі у церемоніях, присвячених ордену, надягати знак ордена їхнього родича-кавалера на правому боці грудей.
Постановою міністра оборони Франції Шарля Міллона від 23 лютого 1996 року, для увіковічення пам'яті про героїв Опору у військових частинах, відзначених орденом Визволення, було установлено спеціальну нагрудну відзнаку (аксельбант, фр. fourragère de l’ordre de la Libération), кольорів орденської стрічки, для військовослужбовців цих частин. Відзнака надається як елемент уніформи військовослужбовців на весь термін перебування у цих частинах.

## Гросмейстер ордена
Першим та єдиним Гросмейстером ордена Визволення був генерал де Голль. По смерті генерала 9 листопада 1970 року, Рада ордена постановила не обирати нового гросмейстера.

## Знаки ордена

Перший варіант стрічки

Знак ордена носить назву Хрест Визволення (фр. Croix de la Libération).
Знак бронзовий у вигляді прямокутного гладкого щита висотою 33 мм й шириною 30 мм. Щит розсічено мечем (довжиною 59 мм й шириною 7 мм), руків'ям догори. З лицьового боку на мечі лотарінгський хрест, вкритий чорною емаллюю. На зворотному боці напис латиною у 4 рядки: «PATRIAM SERVANDO VICTORIAM TULIT» («Службою Батьківщині Здобуде Перемогу»). Знак через прямокутну скобу, що проходить крізь руків'я меча, кріпиться до орденської стрічки.
Стрічка ордена темно-зелена з чорними смугами (чорний колір — на знак трауру за пригніченою Францією, зелений — на знак надії на Визволення), шириною 37 мм. У першому варіанті смуги, шириною 2 мм, розташовувались по діагоналі. У серпні-вересні 1942 року було прийнято новий варіант стрічки — з вертикальними смугами, двома широкими (5 мм) краями та двома вузькими (1 мм) ближче до центру, у 15 мм одна від одної.
Ланцюг ордена призначався тільки для генерала де Голля, Гросмейстера ордена. Була виготовлена 1945 року й урочисто вручена Гросмейстеру 31 серпня 1947 року. Ланцюг складається з дев'яти широких золотих кілець і десяти лотарінгських хрестів, вкритих зеленою емаллю. До ланцюга кріпиться овальний медальйон, вкритий чорною емаллю, на якому зображено знак ордена (Хрест Визволення) у сяйві. Медальйон кріпиться до ланцюга через напівкруглу стрічку з девізом ордена, пробиту двома перехрещеними мечами руків'ями догори. На кільцях ланцюга вирізані назви територій Французької імперії: Французька Екваторіальна Африка й Нові Гебриди, Океанія та Гвіана, Сомалі та Реюньйон, Північна Африка й Антильські острови, Нова Каледонія і Камерун, Індія та Левант, Мадагаскар і Сен-П'єр і Мікелон, Французька Західна Африка та Індокитай, Франція.
Після смерті Гросмейстера ланцюг помістили в музей ордена Визволення.

## Цікаві факти
- Наймолодшими кавалерами ордена стали Матюрен Енріо (Mathurin HENRIOT, посмертно), який помер від тортур у віці 14 років, і Лазар Піткович (Lazare PYTKOWICZ), прийнятий в орден у віці 16 років.
- Серед кавалерів ордена було 6 жінок.
- В орден було прийнято 44 іноземців, серед них Дуайт Ейзенхауер, Вінстон Черчилль, Георг VI, Мухаммед V.
- Нерідко кавалерів приймали під їхніми псевдонімами, що використовувались у русі Опору. Наприклад, Жан Мулен був прийнятий в орден під ім'ям «капрал Мерсьє» (Mercier — фр. галантерейник).
- На 1 червня 2009 року в живих залишалось 50 кавалерів; до 30 січня 2011 року — 36 кавалерів.
- Перші знаки ордена виготовлялись Домом Пінчес, лондонською філією фірми Картьє.